# Vuohisaari (ö i Päijänne-Tavastland, Lahtis, lat 61,45, long 24,87)
Vuohisaari är en ö i Finland. Den ligger i sjön Vehkajärvi och i kommunen Padasjoki i den ekonomiska regionen  Lahtis ekonomiska region  och landskapet Päijänne-Tavastland, i den södra delen av landet, 140 km norr om huvudstaden Helsingfors. Öns area är 20,3 hektar och dess största längd är 0,7 kilometer i sydöst-nordvästlig riktning.